# شدت نور
شدت نور، حاصل‌ضرب تابع روشنایی در شدت نوری است که در واحد زاویه فضایی (یک استرادیان) در جهتی خاص از یک منبع نور ساطع می‌شود. واحد اندازه‌گیری شدت روشنایی در اس‌آی کاندلا با نماد cd است. این یکا، از یکاهای اصلی اس‌آی است. 
اگر شار نوری یک لومن از زاویه فضایی یک استرادیان منتشر شود، شدت نور، یک ''کاندلا'' خواهد بود.

## تفاوت با شدت تابش و شار نوری

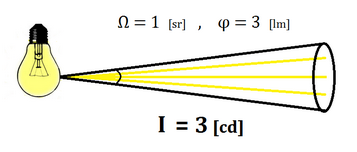
مقدار شدت نور در مخروطی به زاویه فضایی یک استرادیان برابر است با مقدار شار نوری در آن مخروط.

نورسنجی با اندازه‌گیری نور مرئی دریافت‌شده توسط چشم انسان سر و کار دارد. چشم انسان تنها می‌تواند نور در طیف مرئی را ببینید و در برابر نورها با طول موجهای مختلف حساسیت متفاوتی دارد. چشم در شرایط روشن (دید کافی) در برابر طول موج ۵۵۵ نانومتر (زرد مایل به سبز) بیشترین حساسیت را دارد. نوری که شدت تابشی مشابه اما طول موج متفاوتی داشته باشد، دارای شدت نور پایین‌تری خواهد بود. منحنی‌ای که حساسیت چشم انسان به نور را نشان می‌دهد با نام تابع روشنایی شناخته می‌شود. این منحنی که با نماد V(λ) یا {\displaystyle \textstyle {\overline {y}}(\lambda )} نشان داده می‌شود بر پایهٔ میانگین تجربیات گوناگون دانشمندان و با استفاده از روش‌های اندازه‌گیری مختلف به‌دست آمده‌است.
شدت نور را نباید با دیگر یکاهای نورسنجی مانند شار نوری که برای توان کل دریافت‌شده از همهٔ جهت‌ها بکار می‌رود اشتباه گرفت. شدت نور توان دریافتی از واحد زاویهٔ فضایی است. همچنین شدت نور با شدت تابش متفاوت است، شدت تابش یک کمیت فیزیکی عینی برای اندازه‌گیری‌های رادیومتری است.
به بیان دیگر شدت نور عبارت است از شار نوری منتشرشده در یک زاویه و جهت معین از فضا. بر همین اساس، اگر دو لامپ مشابه، شار نوری یکسانی تولید کنند اما زاویهٔ رفلکتور (منعکس‌کننده) در آن‌ها متفاوت باشد، آن‌که زاویهٔ رفلکتور کوچکتری دارد شدت نور بیشتری تولید می‌کند زیرا شار نوری آن در زاویهٔ محدودتری متمرکز می‌شود. برای نمونه، شدت نور یک لامپ ۵۰ وات هالوژن استاندارد با رفلکتور ۳۸°، ۱۵۰۰ کاندلا، اما با رفلکتور ۱۰°، ۸۲۰۰ کاندلا خواهد بود.

## یکاها
بنا بر تعریف، یک منبع نور تک‌فام سبز با فرکانس ۵۴۰ تراهرتز که در یک جهت مشخص شدت تابش ۱/۶۸۳ وات بر استرادیان داشته باشد، یک کاندلا نور در آن جهت گسیل می‌دهد.
بسامد نور در این تعریف منجر به طول موج ۵۵۵ نانومتر می‌شود که به بیشینهٔ پاسخ چشم انسان به نور نزدیک است. اگر منبع دارای توزیع یکنواختی در همهٔ جهت‌ها باشد، شار نوری کل نزدیک به ۱۸٫۴۰ میلی‌وات خواهد بود (زیرا هر کره ۴π استرادیان است). یک شمع معمولی  تقریباً یک کاندلا شدت نور دارد.
پیش از تعریف کاندلا، تعریف‌های مختلفی از شدت نور استفاده می‌شد. این تعریف‌ها معمولاً بر پایهٔ درخشش شعلهٔ یک «شمع استاندارد» با یک ترکیب استاندارد بودند، یا درخشش یک رشتهٔ نورانی با یک طراحی ویژه. یکی از معروف‌ترین این استانداردها استاندارد انگلیسی «توان‌شمع» است. هر توان‌شمع برابر نوری بود که توسط یک شمع اسپرماستی (ساخته‌شده از روغن سر نهنگ اسپرم) با وزن یک‌ششم پوند و سرعت سوختن ۱۲۰ شمع در ساعت. آلمان، اتریش و اسکاندیناوی از یکای هفنر استفاده می‌کردند، یکایی بر پایهٔ خروجی لامپ هفنر. در سال ۱۸۸۱ میلادی ژول ویوله، ویوله را به عنوان یکای شدت نور پیشنهاد کرد، این یکا به عنوان نخستین یکای نور که به ویژگی‌های یک لامپ به‌خصوص وابسته نبود قابل توجه‌ است. همهٔ این یکاها با معرفی یکای کاندلا کنار گذاشته شدند.
| انرژی نورانی                                | Qv | لومن ثانیه         | lm⋅s     | T⋅J          | در انگلیسی گاهی به یکاها تالبوت می‌گویند                  |
| شار نوری                                    | Φv | لومن (= cd⋅sr)     | lm       | J            | توان نوری هم می‌گویند                                     |
| شدت نور                                     | Iv | کاندلا (= lm/sr)   | cd       | J            | یکی از یکاهای اصلی اس‌آی، شار نوری در هر زاویهٔ فضایی واحد |
| درخشندگی                                    | Lv | کاندلا بر متر مربع | cd/m2    | L−2⋅J        | به این یکا «نیت» هم می‌گویند                              |
| شدت روشنایی                                 | Ev | لوکس (= lm/m2)     | lx       | L−2⋅J        | برای نور تابیده‌شده بر یک سطح استفاده می‌شود               |
| گسیل نوری                                   | Mv | لوکس (= lm/m2)     | lx       | L−2⋅J        | برای نور تابیده‌شده از یک سطح استفاده می‌شود               |
| نوردهی                                      | Hv | لوکس ثانیه         | lx⋅s     | L−2⋅T⋅J      |                                                          |
| چگالی انرژی نورانی                          | ωv | لومن ثانیه بر متر۳ | lm⋅s⋅m−3 | L−3⋅T⋅J      |                                                          |
| اثرگذاری نوری                               | η  | لومن بر وات        | lm/W     | M−1⋅L−2⋅T3⋅J | نسبت شار نوری به شار تابشی                               |
| بازده نوری                                  | V  |                    |          | 1            | ضریب نوری نیز گفته می‌شود                                 |
| جستارهای وابسته: اس‌آی · نورسنجی · رادیومتری |    |                    |          |              |                                                          |

1. ↑  موسسه استاندارد توصیه می‌کند کمیت‌های نورسنجی با یک "v" (مخفف "visual" یعنی دیداری) مشخص شوند تا از اشتباه‌شدن با کمیت‌های رادیومتری یا فوتون جلوگیری شود.
2. 1 2 3  گاهی نمادهای جایگزین هم بکار می‌رود: W برای انرژی نورانی، P یا F برای شار نوری، و ρ یا K اثرگذاری نوری.
3. ↑  "J" نماد توصیه‌شده برای روشنایی در دستگاه بین‌المللی یکاها است.

## کاربرد
شدت نور یک نور تک‌فام در یک طول موج ویژه مانند λ چنین به‌دست می‌آید:
{\displaystyle I_{\mathrm {v} }=683\cdot {\overline {y}}(\lambda )\cdot I_{\mathrm {e} }}
که در آن:
Iv شدت نور بر حسب کاندلا (cd) است،
Ie شدت تابش بر حسب وات بر استرادیان (W/sr),
{\displaystyle \textstyle {\overline {y}}(\lambda )} تابع استاندارد روشنایی است.
اگر بیش از یک طول موج داشته باشیم (که معمولاً در واقعیت چنین است)، باید روی طیف، از طول موج‌های مختلف جمع یا انتگرال بگیریم تا به شدت نور برسیم:
{\displaystyle I_{\mathrm {v} }=683\int _{0}^{\infty }{\overline {y}}(\lambda )\cdot I_{\mathrm {e} }(\lambda )\,d\lambda .}